# Riccardo Riccò
Riccardo Riccò (født 1. september 1983) er en italiensk tidligere professionel cykelrytter. Han cyklede for ProTour-holdet Saunier Duval-Scott fra 2006 til 2008. Hans styrke er i bjergene.
I 2008 vandt han to etapesejre i Tour de France og opnåede en samlet andenplads i Giro d'Italia, men blev efterfølgende taget for brug af doping. 

## Karriere

### 2005-2006
Efter to fremgangsrige år som amatørcykelrytter forsøgte han først at blive professionel på det italienske hold Ceramica Panaria-Navigare i 2005, men fik ikke tilladelse på grund af for høj hæmatokritværdi. Saunier Duval-Prodirs sportdirektør Mauro Gianetti foreslog at han skulle tilbringe en uge på UCIs laboratorium i Lausanne for at vise at hans hæmatokritværdier naturligt var over 50 procent.

### 2007
Riccòs gennembrud kom i Tirreno-Adriatico 2007, hvor han vandt to etaper og pointkonkurrencen. Han fik også en etapesejr og blev nummer to sammenlagt i Settimana internazionale di Coppi e Bartali. I sin første optræden i Ardenne-klassikerne fik han en niendeplads i Amstel Gold Race og sjetteplads i La Flèche Wallonne. Han cyklede Giro d'Italia som hjælperytter for Gilberto Simoni, og vandt den 15. etape til Tre Cime di Lavaredo foran holdkameratten Leonardo Piepoli. Han endte på en sjetteplads sammenlagt. I sæsonafslutningen Lombardiet Rundt blev han nummer to efter at have blevet slået i spurten af Damiano Cunego.

### 2008
I 2008 vandt Riccò to etaper i Tour de France, for derefter at blive anklaget for doping d. 17. juli. Han blev testet positiv for det epolignende stof Mircera. Ricco, som senere indrømmede at have ødelagt Giro d´Italia med sin dopingglæde[kilde mangler], havde også dopet sig op til årets udgave af Tour de France, men denne gang snød AFLD og ASO ham.
De ventede med at offentliggøre at de kunne spore det nye dopingprodukt Mircera, og på den måde fældede de hele fire ryttere: Riccardo Ricco, Stefan Schumacher, Leonardo Piepoli og Bernhard Kohl. De fangede også Moisés Dueñas og Manuel Beltran, men de havde vist ikke brugt Mircera.[kilde mangler]

### 2010-2011
I 2010 vendte han tilbage til sporten, og kørte for kontinentalholdet Ceramica Flamina indtil august, hvorefter han skrev kontrakt med Pro-Teamet Vacansoleil. I februar 2011 blev han indlagt med nyreproblemer, og betroede sig til en læge, at han havde foretaget en blodtransfusion på sig selv. 